# 江人镜
江人镜（1822年—1900年）字云彦，号蓉舫，安徽省徽州府婺源县晓起村人（今属江西）。父亲江磐（字舜琴，候选州吏目）早逝，江人镜幼年丧父，随祖父江苏金匮县知县江之纪读书。道光二十九年（1849）已酉举人。官至两淮盐运使。一品顶戴。此后定居扬州。1900年在扬州去世，享年78岁，归葬婺源晓起。
江人镜著有《知白斋诗钞》。
江人镜生有十男七女。